# Neries upės šlaitas ties Verkiais
Neries upės šlaitas ties Verkiais este o arie protejată (arie specială de conservare — SAC, sit de importanță comunitară — SCI) din Lituania întinsă pe o suprafață de 6,7 ha, integral pe uscat.

## Localizare
Centrul sitului Neries upės šlaitas ties Verkiais este situat la coordonatele 54°44′56″N 25°17′44″E / 54.7489°N 25.2956°E.

## Înființare
Situl Neries upės šlaitas ties Verkiais a fost declarat sit de importanță comunitară în aprilie 2004 pentru a proteja 2 specii de animale. Situl a fost protejat și ca arie specială de conservare în martie 2019.

## Biodiversitate
Situată în ecoregiunea boreală, aria protejată conține 1 habitat natural: Păduri pe pante, grohotișuri și ravene de Tilio-Acerion.
La baza desemnării sitului se află mai multe specii protejate:
- mamifere (1): liliac cârn (Barbastella barbastellus)
- nevertebrate (1): Osmoderma eremita

Pe lângă speciile protejate, pe teritoriul sitului au mai fost identificate 1 specie de pești.